# Carpinus dayongiana
Carpinus dayongiana — вид квіткових рослин, дерево з родини березових. Поширення: Китай (Хунань). Росте на висотах від 0 до 1100 метрів.

## Середовище
Населяє субтропічні широколистяні ліси.

## Біоморфологічна характеристика
Дерево до 4 м заввишки; кора сіра. Гілочки темно-пурпурові, голі. Черешок 5–7 мм, запушений. Листкова пластинка ланцетна або яйцеподібно-ланцетна, 2.5–4.5 × 1–1.5 см, вздовж жилок знизу ворсинчаста, в інших місцях гола, в молодості адаксіально ворсинчаста, основа широко клиноподібна або майже закруглена, край просто щетинкоподібно-пилчастий, верхівка довго загострена; бічні жилки 18–20 з кожного боку від середньої жилки. Жіноче суцвіття 1.4–2.5 × 1–1.2 см. Горішок широкояйцеподібний, 2–3 × 1.5–2.5 мм, голий, за винятком рідко ворсинчастого на верхівці, чітко ребристий. Цвітіння: квітень і травень, плодіння: червень — серпень.

## Використання
Інформація про використання або торгівлю цим видом відсутня.